# فريدريك فان دير هورست
فريدريك فان دير هورست (بالنرويجية البوكمول: Fredrik van der Horst)‏ هو متزلج سريع نرويجي، ولد في 2 ديسمبر 1989 في تونسبرغ في النرويج.

## وصلات خارجية
- فريدريك فان دير هورست على موقع SpeedSkatingBase.eu (الإنجليزية)
- فريدريك فان دير هورست على موقع SpeedSkatingNews.info (الإنجليزية)
- فريدريك فان دير هورست على موقع SpeedSkatingStats.com (الإنجليزية)
- فريدريك فان دير هورست على موقع اللجنة الأولمبية الدولية (الإنجليزية)
- فريدريك فان دير هورست على موقع أوليمبيديا (الإنجليزية)